# Визгалин, Фёдор Михайлович
Фёдор Миха́йлович Визга́лин (1820, Ардатов — 1902, там же) — русский купец, основатель первого крахмального завода в городе Ардатове Нижегородской губернии. Почётный гражданин Ардатова.

## Биография
Родился в 1820 году в городе Ардатове Нижегородской губернии в семье купца Михаила Евсеевича Визгалина, выходца из города Темникова. Уже с подросткового возраста помогал в делах отцу. После смерти отца взял в свои руки управление семейным предприятием. Начинал с торговли в лавке, торговавшей всякой всячиной — чаем, сахаром, кофе, табаком, мукой и хлебом, бакалейными, кондитерскими и гастрономическими товарами,  парфюмерией, скобяными и медными изделиями, стеклянной и фаянсовой посудой, листовым стеклом, кровельным и листовым железом. Основал производство в селе Кудлей, а затем первый в уезде картофелетёрочный (крахмальный) завод при деревне Кавлей. Оба завода были чрезвычайно передовыми по тем временам, использовали перовые машины. К 1845 году был купцом второй гильдии, фирма «Ф. Визгалин» имела оборот более 200 000  рублей. В те же годы уже имел большой каменный дом с надворными постройками и складами в Ардатове. Уже в 1850-х годах для обеспечения своих предприятий квалифицированными сотрудниками открыл первые в уезде школы для крестьянских детей в селе Кудлей и деревне Кавлей. Скончался в Ардатове в 1902 году.
В 1850 году стал вторым почётным гражданином города Ардатова. 
В 1907 году основанный Визгалиным картофелетёрочный завод оценивался в 23 095  рублей.

## Семья
Был женат на Ирине Сергеевне Визгалиной, которая после смерти мужа взяла управление семейным бизнесом в свои руки. Она также занималась благотворительностью, особенно в деле образования. Двое сыновей Фёдора Михайловича — Иван и Фёдор также стали купцами.